# Iah
Iah, o també Yah, Jah o Aah (Jˁḥ, "Lluna") va ser una reina egípcia de la XI Dinastia (2134-1991 aC). Era la dona del rei Antef III, amb qui va tenir el futur faraó Mentuhotep II. Era també filla d'un faraó, possiblement d'Antef II.

## Biografia
Poc se sap amb certesa sobre l'origen i la vida de Iah. Portava el títol de Filla del Rei (S3t-nswt), que indica que era la filla del faraó, possiblement d'Antef II, tot i que segueix sent una conjectura. El seu nom fa referència a Iah, el déu egipci de la Lluna.
Iah estava casada amb el faraó Antef III, tot i que no està testimoniat que es tractés d'una esposa principal. De la unió amb el faraó de sap que va tenir com a mínim dos fills:
- El faraó Nebhepetre Mentuhotep II (2046 aC - 1995 aC).[4]

- La Reina Neferu II.[2]

Com a mare de Mentuhotep II i Neferu II, Iah era l'àvia materna i paterna del rei Mentuhotep III.
Iah apareix en un relleu a la roca al Xatt er-Rigal, on es mostra darrera de Mentuhotep II. Davant d'ambdós hi ha representats el pare de l'amat déu, fill de Ra, Intef i el segellador reial i tresorer Kheti. També apareix a la tomba TT319 de la seva filla Neferu II; se l'anomena en fragments de relleu de la tomba i en taüts model, on hi ha escrit "Neferu, nascuda de Iah".

## Títols
Els títols coneguts de la reina Iah són els següentsː
- Mare estimada del Rei (mwt-nswt mryt-f).

- Sacerdotessa d'Hathor (ḥmt-nṯr-ḥwt-ḥr).

- Filla del Rei (sȝt-nswt).